# الخضارة (الخضارة الخبيزات)
الخضارة هو دُوَّار يقع بجماعة لعمامرة، إقليم آسفي، جهة مراكش آسفي في المملكة المغربية. ينتمي الدوّار لمشيخة الخضارة الخبيزات التي تضم 9 دواوير. يقدر عدد سكانه بـ 318 نسمة حسب الإحصاء الرسمي للسكان والسكنى لسنة 2004.

## روابط خارجية
- البوابة الوطنية للجماعات الترابية
- المندوبية السامية للتخطيط